# Инелей (Чамзинский район)
Инелей  —опустевшее село в составе Мичуринского сельского поселения Чамзинского района Республики Мордовия.

## География
Находится на расстоянии примерно 18 километров по прямой на север-северо-запад от районного центра поселка  Чамзинка.

## История
Село основали после 1614 года переселенцы из деревни Лобаски на Куштолее. В исторических документах упоминалась как деревня Инелея, Мордва Верхалаторская (1624); деревня Инелей (1671); сельцо Инелей (1859). В начале XX века население составляло около 240 человек. Собственная деревянная церковь в честь Казанской иконы Божией Матери была построена в 1848 году на кладбище.

## Население
Постоянное население не было учтено как в 2002 году, так и в 2010 году .